# Campylomyza ormerodi
Campylomyza ormerodi är en tvåvingeart som först beskrevs av Jean-Jacques Kieffer 1913.  Campylomyza ormerodi ingår i släktet Campylomyza och familjen gallmyggor. Arten är reproducerande i Sverige. Inga underarter finns listade i Catalogue of Life.